# Кубрак Євген Вікторович
Євген Вікторович Кубрак (рос. Евгений Викторович Кубрак; нар. 13 лютого 1984, Донецьк, УРСР) — російський футболіст українського походження, виступав на позиції нападника.

## Життєпис
Народився в Донецьку, вихованець місцевого Училища олімпійського резерву. В ранньому віці виїхав до Росії, де отримав громадянство вище вказаної країни. Дорослу футбольну кар'єру розпочав 2001 року в «Краснодарі-2000». Дебютував на дорослому рівні 18 травня 2001 року в переможному (16:1) домашньому поєдинку 10-го туру зони «Південь» Другого дивізіону проти «Локомотива-Тайму» (Мінеральні Води). Євген вийшов на поле на 58-ій хвилині, замінивши Сергія Самодіна. Дебютними голами в професіональному футболі 24 вересня 2001 року на 66-ій та 69-ій хвилинах переможного (4:0) домашнього поєдинку 32-го туру зони «Південь» Другого дивізіону проти гулькевицького «Вінця». Євген вийшов на поле на 53-ій хвилині, замінивши Максима Савостіна. У команді провів півтора сезони, за цей час у Другому дивізіоні зіграв 17 матчів (2 голи). Також у 2001 році виступав в аматорському чемпіонаті Росії за фарм-клуб краснодарців, «Центр-Р-Кавказ». По ходу сезону 2002 року перебрався в «Уралан ПЛЮС». За нову команду дебютував 2 вересня 2002 року в переможному (2:1) виїзному поєдинку 28-го туру зони «Захід» Другого дивізіону проти московського «Мосенерго». Кубрак вийшов на поле на 88-ій хвилині, замінивши Сергія Єремєєва. Загалом у складі «Уралана ПЛЮСу» зіграв 5 матчів у Другому дивізіоні.
По ходу сезону 2002/03 років повернувся до України, де уклав договір з київським «Арсеналом», але за півтора сезони зіграв лише 2 матчі в першості дублерів. Напередодні старту сезону 2003/04 років переведений у ЦСКА. У футболці київського клубу дебютував 18 липня 2003 року в програному (0:2) домашньому поєдинку 1-го туру Першої ліги України проти харківського «Арсеналу». Євген вийшов на поле в стартовому складі, а на 68-ій хвилині його замінив Олександр Піхур. Загалом у сезоні 2003/04 років зіграв 12 матчів у Першій лізі України. Наступного сезону перейшов у «Газовик-Скалу». Дебютував у футболці стрийського клубу 7 серпня 2004 року в програному (0:2) виїзному поєдинку 1/32 фіналу кубку України проти ФК «Черкаси». Кубрак вийшов на поле на 73-ій хвилині, замінивши Дмитра Трухіна. У Першій лізі України дебютував за «Гаховик-Скалу» 23 жовтня 2004 року в переможному (1:0) домашньому поєдинку 12-го туру проти київського ЦСКА. Євген вийшов на поле на 85-ій хвилині, замінивши Миколу Баглая. Влітку-восени 2004 року зіграв по 1 матчу в Першій лізі України та кубку України.
У 2005 році знову виїхав до Росії, де підписав контракт з «Спартак-МЖК». Дебютував за рязанську команду 29 серпня 2005 року в нічийному (1:1) виїзному поєдинку 23-го туру зони «Центр» Другого дивізіону проти подольського «Витязя». Кубрак вийшов на поле в стартовому складі та відіграв увесь матч. Дебютним голом за «Спартак-МЖК» відзначився 20 вересня 2005 року на 79-ій хвилині переможного (1:0) домашнього поєдинку 28-го туру зони «Центр» Другого дивізіону проти єгоровського «Сатурна». Євген вийшов на поле в стартовому складі та відіграв увесь матч. У команді провів 2 сезони, за цей час у Другому дивізіоні зіграв 33 матчі (3 голи) та провів 3 поєдинки (1 гол) у кубку Росії. У 2007 році підсилив «Спартак-УГП». Дебютував за анапський клуб 25 квітня 2007 року в програному (1:2) домашньому поєдинку 3-го туру Другого дивізіону проти астраханського «Суднобудівника». Євген вийшов на поле на 65-ій хвилині, замінивши Костянтина Тамурова. Єдиним голом у складі «Спартака-УГП» відзначився 20 червня 2007 року на 42-ій хвилині переможного (3:2) домашнього поєдинку 11-го туру зони «Південь» Другого дивізіону проти ставропольського «Динамо». Кубрак вийшов на поле в стартовому складі, а на 85-ій хвилині його замінив Євген Смірнов. Загалом зіграв 9 матчів (1 гол) у Другому дивізіоні за «Спартак-УГП».
Наприкінці кар'єри виступав у чемпіонаті Донецької області за «Текстильник» (Донецьк) та «Техпромдон» (Красногоровка).